# Junius Richard Jayewardene

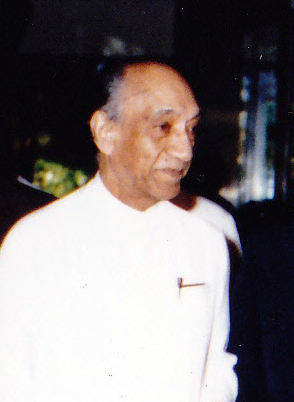
Junius R. Jayewardene

Junius Richard Jayewardene (singhalesisch ජුනියස් රිචඩ් ජයවර්ධන, Tamil ஜூனியஸ் ரிச்சட் ஜயவர்தனா, * 17. September 1906 in Colombo; † 1. November 1996 ebenda) war vom 4. Februar 1978 bis 2. Januar 1989 Präsident Sri Lankas.

## Leben
J.R. Jayewardene war seit 1940 in der ceylonesischen Politik aktiv. Er war Gründungsmitglied der United National Party (UNP), deren Chef er 1973 wurde. Im Juli 1977 gewann die UNP die Wahl und erhielt, wegen des geltenden Mehrheitswahlrechts nach britischem Muster, eine verfassungsändernde Mehrheit im Parlament. Jayewardene wurde zum Premierminister gewählt.
Während der Amtszeit eskalierte der seit Jahrzehnten schwelende Konflikt mit der tamilischen Bevölkerungsminderheit, die einen von der Verfassung garantierten Anteil der Parlamentssitze innehatte. Trotz des differenzierten Spektrums an politischen Bestrebungen der verschiedenen Tamilen-Parteien erklärte Jayewardene sie in Bausch und Bogen zu separatistischen Verfassungsfeinden und verbot ihnen mit dieser Begründung die Ausübung ihrer Mandate. Die Folge war ein enormer Zulauf zu den vorher eher unbedeutenden militanten tatsächlichen Separatisten, den LTTE (Liberation Tigers of Tamil Eelam, kurz Tamil Tigers).

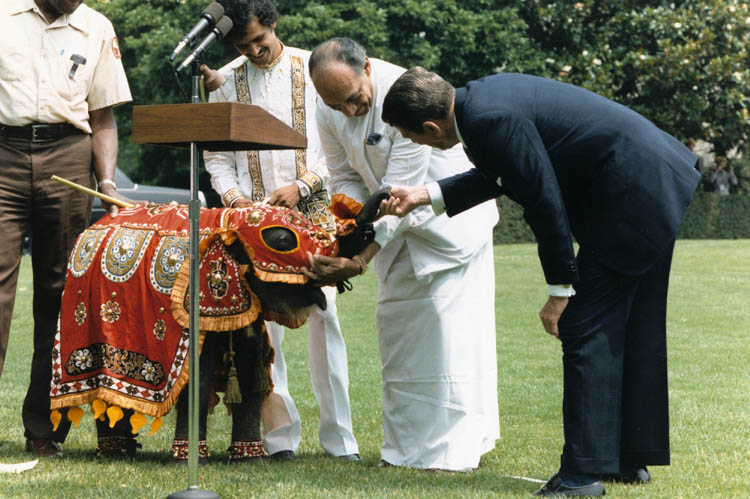
Präsident Jayewardene schenkt US-Präsident Ronald Reagan und dem amerikanischen Volk einen Babyelefanten

1978 setzte Jayewardene in Abwesenheit tamilischer Abgeordneter eine Verfassungsreform durch. Sri Lanka hat seither eine Präsidialverfassung. Jayewardene wurde Präsident und ließ sich als „Vater der Nation“ feiern. Seinen engsten Vertrauten Ranasinghe Premadasa ernannte er zum Regierungschef. Er ließ die alte Königshauptstadt Kotte vor den Toren von Colombo mit riesigem Finanzaufwand zum neuen Sitz des Parlaments und der Regierung ausbauen und benannte sie 1983 nach seinem Namen um in Sri Jayewardenepura.
Ein Attentat der LTTE am 24. Juli 1983 brachte den Tamilenkonflikt zum offenen militärischen Ausbruch. Sri Lanka versank im Bürgerkrieg. Erst im Juli 1987 entsandte Indiens Premier Rajiv Gandhi eine Schutztruppe von 60.000 Mann, um die Gewalttaten zu beenden. Auch eine Abmachung mit den Tamil Tigers konnte die Ruhe nicht wiederherstellen.
Am 2. Januar 1989 endete die Amtsperiode des greisen Präsidenten Jayewardene. Premadasa wurde zu seinem Nachfolger gewählt. 1990 wurde die indische Friedenstruppe abgezogen, ohne einen Erfolg erreicht zu haben. Am 1. Mai 1993 kam Jayewardenes Nachfolger Premadasa bei einem Bombenanschlag der Tamil Tigers ums Leben.
Junius Richard Jayewardene starb 1996 eines natürlichen Todes.